# 포항남부소방서
포항남부소방서(浦項南部消防署, Pohang Nambu Fire Station)는 경상북도 포항시 남구와 경상북도 울릉군을 관할하는 경상북도 소방본부 산하의 소방서이다.
소방서장은 소방정으로 보한다.

## 조직
| - 소방행정과 - 소방행정팀 - 예산장비팀 | - 예방안전과 - 예방홍보팀 - 시설지도팀 | - 대응구조구급과 - 대응총괄팀 - 구조구급팀 - 대응1·2·3팀 |

## 관할센터 및 관할구역
포항남부소방서는 8개의 119안전센터와 1개의 구조구급센터를 산하에 두고 있다.
| 명칭                           | 사진 | 주소                         | 관할구역                         | 지역대        |
| ------------------------------ | ---- | ---------------------------- | -------------------------------- | ------------- |
| 일월119안전센터                |      | 남구 동해안로 5890           | 남구 청림동, 제철동 일부, 동해면 |               |
| 해도119안전센터                |      | 남구 중앙로 118              | 남구 해도동, 상대동, 송도동      |               |
| 제철119안전센터                |      | 남구 철강로 360              | 남구 제철동 일부, 대송면         |               |
| 효자119안전센터                |      | 남구 지곡로 212-45           | 남구 효곡동, 대이동              |               |
| 오천119안전센터                |      | 남구 오천읍 해병로 369       | 남구 오천읍, 장기면              | 장기119지역대 |
| 구룡포119안전센터              |      | 남구 구룡포읍 호미로 265     | 남구 구룡포읍, 호미곶면          |               |
| 연일119안전센터                |      | 남구 연일읍 철강로 10        | 남구 연일읍                      |               |
| 울릉119안전센터                |      | 울릉군 울릉읍 울릉순환로 415 | 울릉군 일원                      | 북면119지역대 |
| 포항남부소방서 119구조구급센터 |      | 남구 동해안로 5890           | 포항시 남구, 울릉군 일원         |               |

## 사건사고
- 포항 요양원 화재 사고

## 같이 보기
- 대한민국 소방청
- 대한민국의 소방
- 소방관 계급